# Toma de Puebla (1832)
La toma de Puebla fue una acción militar que se llevó a cabo del 3 al 6 de octubre de 1832. Antonio López de Santa Anna se levantó en armas en contra del régimen centralista que había impuesto el gobierno del vicepresidente Anastasio Bustamante en los Estados Unidos Mexicanos. Santa Anna había mantenido una posición defensiva en Veracruz y San Juan de Ulúa desde que pronunció el Plan de Veracruz en enero de 1832, pero a finales de septiembre —tras haber aumentado considerablemente el número de sus tropas—, decidió avanzar hacia la Ciudad de México.  

## Desarrollo del combate
Después de haber resistido un sitio en Veracruz, y tras haberse roto el armisticio de Corral Falso, Antonio López de Santa Anna recibió desde Tampico refuerzos comandados por el general José Antonio Mejía, quien se había adherido al Plan de Veracruz. Con estas fuerzas combinadas, los rebeldes avanzaron hacia la capital logrando vencer a los generales José Antonio Facio y Juan Azcárate en la batalla de San Agustín del Palmar el 29 de septiembre. Con la victoria se apoderaron de municiones, armas y pertrechos.
El 3 de octubre, Santa Anna llegó a Amozoc. Al día siguiente, el gobernador y comandante Juan José Andrade se adelantó con el batallón número 21 hacia Tepeaca. Mientras que las fuerzas de Santa Anna se conformaban por 4000 hombres y 12 cañones, las fuerzas bustamanistas se conformaban por 100 infantes del batallón activo de Jalisco, 100 piquetes, 400 dragones, 50 policías (conocidos como serenos) y 4 piezas de artillería. Para evitar el derramamiento de sangre, el coronel Manuel Andrade —hermano de Juan José— intentó de forma fallida lograr un acuerdo de paz en el templo de los Remedios.
El 5 de octubre, el combate se llevó a cabo de las 13:30 h a las 16:30 h, la desigualdad numérica dio la victoria a las fuerzas de Santa Anna. Andrade perdió una tercera parte de su gente, el resto comenzó la retirada y sin más remedio tuvo que capitular. En el palacio de la ciudad, con unos cuantos soldados, se encontraba el general José María Calderón, quien al ser notificado de la derrota, emprendió la huida. Solamente el comandante Salazar con un grupo de artilleros resistió en el cuartel de San Luis hasta el día 6. La población de Puebla saludó con entusiasmo a los vencedores.